# Shuriken
Pour les articles homonymes, voir Shuriken (homonymie).
 (mai 2010).
Si vous disposez d'ouvrages ou d'articles de référence ou si vous connaissez des sites web de qualité traitant du thème abordé ici, merci de compléter l'article en donnant les références utiles à sa vérifiabilité et en les liant à la section « Notes et références ».

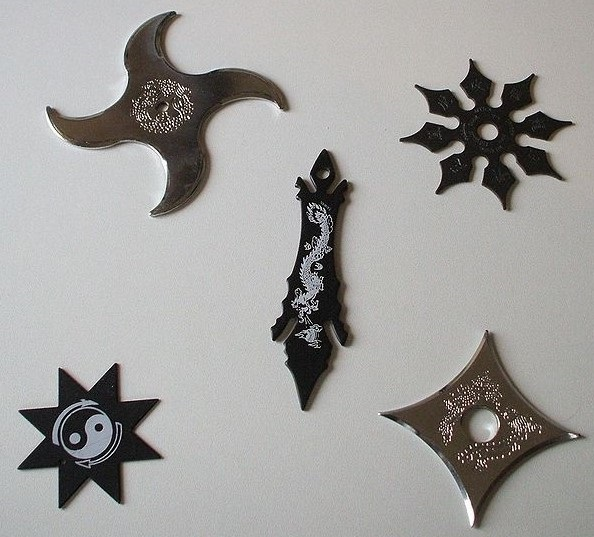
Cinq types de shuriken

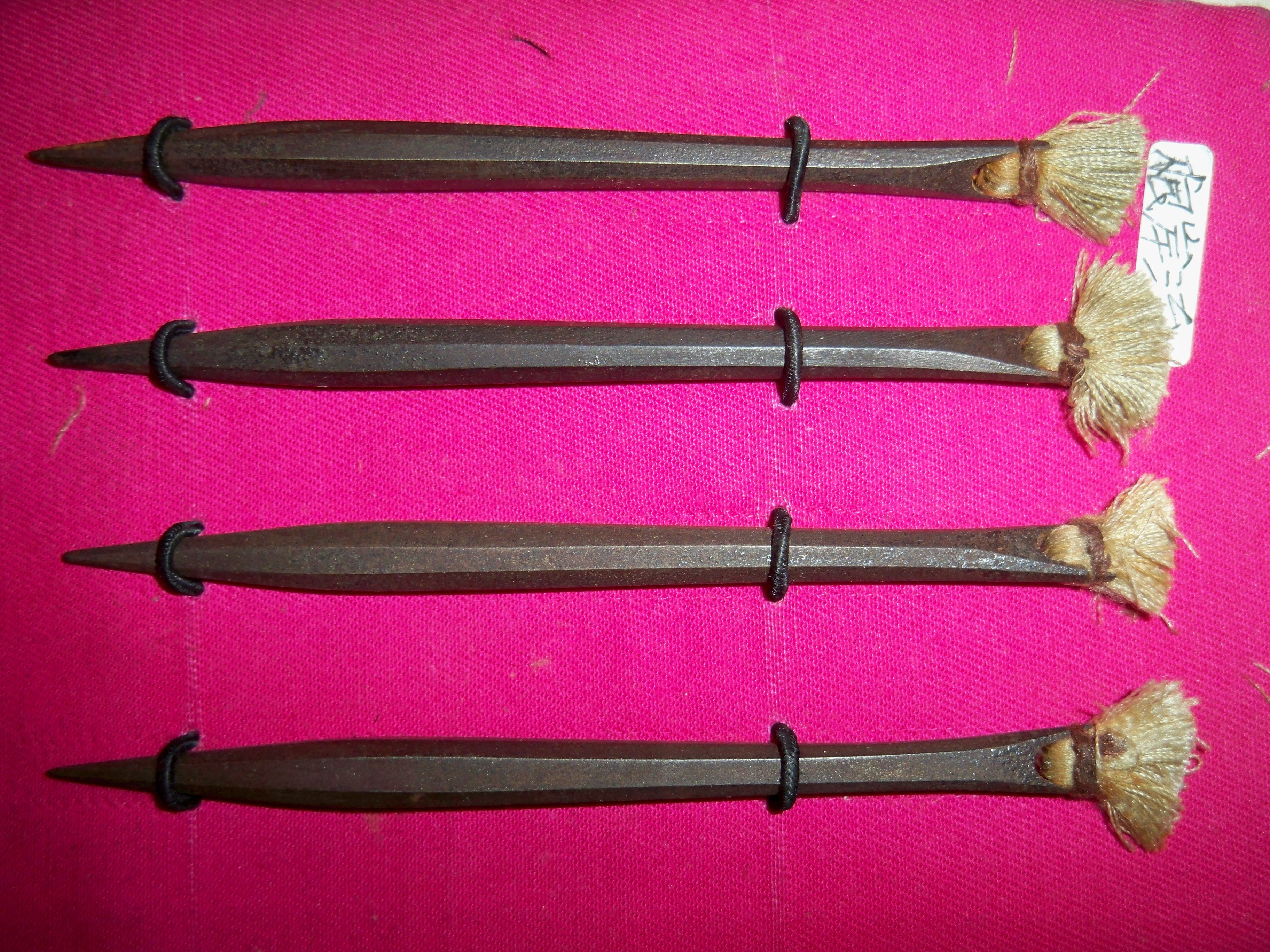
Bo shuriken.

Le shuriken (手裏剣) est une arme traditionnelle japonaise de lancer, qui est utilisée dans le cadre du shurikenjutsu. Cet art martial fait partie intégrante de la formation des ninjas.
Contrairement à certaines idées reçues, cette arme est relativement peu efficace, et donc peu utilisée en combat direct. Elle est plutôt utilisée afin de distraire l’adversaire ou dans des embuscades où la rapidité d’attaque est essentielle.
On peut la tremper dans du poison pour en augmenter l’efficacité. Ce poison est récupéré sur des champignons toxiques.

## Types deshuriken
Le kanji ken (剣) désigne de manière générique une lame (les kanjis shuri signifiant « paume de la main »). Les shuriken peuvent donc avoir plusieurs formes, mais ces formes sont simples. Il n'existait pas de shuriken aux formes torturées ou abouties, l'essentiel étant d'avoir une arme efficace et non une belle arme. Il faut se rappeler que les shuriken étaient fabriqués dans des bouts de métaux inutilisables pour un autre emploi, voire fabriqués sur le terrain, pendant une mission de l'utilisateur.
Il existe plusieurs types de shuriken :
- les bo shuriken (棒手裏剣), qui sont en forme de stylets. Ils ont une section carrée ou plus ou moins ronde et ne comportent qu'une seule pointe. Dans le but d'augmenter les chances que ce soit la pointe et non le plat de l'autre extrémité qui touche la cible, la pointe devait être plus lourde et, donc, le diamètre du corps augmentait vers la pointe ;
- les hira shuriken (ou shaken ou shaden, 車剣, ou encore semba), qui sont en forme d’étoiles. Il n'existe à proprement parler que quelques sortes de formes pour ces shuriken. Les « tranchants » (en effet, les shaken n'étaient que très relativement affûtés, pour des raisons pratiques) sont droits et ne comportent pas de décrochés. Les shaken en forme de pentacles, ou en étoiles à huit, douze, quinze pointes, comme on les voit dans le commerce actuel, n'ont pas existé, sinon en tant qu'exercice de style. Quatre pointes étaient parfaitement suffisantes puisque aucune ne gêne l'autre en pénétrant dans la cible. En effet, si les pointes sont nombreuses, l'écart entre deux pointes sera faible et pendant qu'une pointe pénétrera dans la cible, les pointes les plus proches freineront sa pénétration, d'où la nécessité d'avoir des pointes espacées, ce qui permet en outre de conserver des « lames » larges et donc solides ;
- les senban shuriken, qui sont en forme de losange. Ils sont comparables aux shaken, tant dans leur forme que dans leur utilisation, mais font plus appel au tranchant. Les pans du losange qu'ils forment sont concaves, rentrés vers l'intérieur, de telle sorte que les pointes restent efficaces ;
- les senbon, semblables aux bo shuriken mais comportant deux pointes et un corps rhombique, c'est-à-dire s'élargissant vers le milieu, si bien que l'arme est parfaitement symétrique. Le diamètre le plus élevé se trouve à l'exact milieu de la longueur de l'arme, puis le diamètre est dégressif jusqu'à arriver aux deux extrémités comportant les pointes. Une telle conception permet de lancer le shuriken comme un vulgaire caillou avec l'assurance qu'une pointe touchera la cible. Il faut noter que le senbon est une arme à la conception aboutie ; sa fabrication par les mêmes procédés que les shuriken d'autres types est donc sujette à caution, puisque nécessitant des calculs précis et un travail de forge, et non pas un simple découpage dans une plaque de métal comme pour les autres types de shuriken ;
- des shuriken en forme de cartes à lancer.

Les bo shuriken sont eux-mêmes divisés en 3 catégories :
- les hari gata, de forme cylindrique ;
- les kugi gata, de forme carrée ou triangulaire ;
- les tantō gata, qui ont la taille et la forme d'un couteau. À simple tranchant, ces armes ressemblent aux aïguchi ou aux tantō de petites tailles.

## Utilisation et techniques
Le shuriken est utilisé dans trois buts principaux, pas nécessairement distincts :
- détourner l'attention ;
- blesser ;
- comme un outil.

### Détourner l'attention
Le shuriken est un outil plat et discret en métal. Cela présente plusieurs avantages : une fois lancé, il est presque invisible, mais provoque un bruit de chute qui permet d'attirer l'attention.
Cependant, la méthode la plus efficace pour distraire est d'attaquer au visage : l'ennemi tente d'éviter le shuriken, laissant au lanceur un court répit pour s'enfuir ou attaquer — il n'est pas essentiel de bien viser —, l'important n'étant pas de toucher la cible mais de l'affaiblir autant que possible.

### Blesser ou tuer
Blesser un adversaire est plus ardu. D'une part, il faut bien viser, d'autre part il faut savoir où attaquer. Certains points stratégiques empêchent l'ennemi de courir ou de riposter.
Tuer un adversaire avec un shuriken lancé est très difficile, la plupart des blessures infligées n'étant pas mortelles. Il faut atteindre l'adversaire en pleine tête ou en pleine poitrine pour le mettre hors de combat instantanément. Cette utilisation reste donc relativement rare, sauf si le ninja emploie le shuriken dans une configuration anormale, par exemple en le tenant à la main et en le plantant dans le crâne ou la gorge de l'adversaire, comme un poignard.
On utilisait parfois les shuriken « en masse ». Une corde, dont une extrémité était nouée, passait au travers de trous percés dans chaque shuriken. Le nœud empêchait les armes de se déloger de la corde et l'autre extrémité était attachée aux vêtements de l'utilisateur. En cas de fuite, l'utilisateur détachait la corde de son vêtement, la saisissait par l'extrémité contenant le nœud et « balayait » derrière lui, envoyant d'un coup un grand nombre de shuriken pour multiplier les chances de toucher les adversaires, ou du moins les obliger à se mettre à couvert, afin de leur faire perdre du temps et de l'avance dans la poursuite.
Certains shuriken sont cependant enduits de poisons, généralement issus de plantes. Ces lames, si elles blessent l'adversaire, peuvent l'intoxiquer et provoquer sa mort.
Les shuriken ne sont pas nécessairement lancés mais peuvent être utilisés tenus en main. Ils sont ainsi plus discrets que des couteaux, mais n'ont pas leur allonge.

### Un outil
Le shuriken est un outil particulièrement adapté aux bricolages que peut effectuer le ninja. Il peut servir à entailler le bois, à couper des cordes, à gratter la terre, à cueillir des plantes hallucinogènes qui seront utilisées au combat, à nettoyer ses armes ou tout simplement à couper de la nourriture.

## Défense contre unshuriken
Pour se défendre contre les shuriken, les combattants ont développé trois techniques, qu’ils peuvent combiner :
- se déplacer pour éviter le shuriken ;
- le bloquer, par exemple avec un brassard protecteur en métal ;
- l'attraper, mais c'est une technique très ardue.

### Déplacement
Une fois lancé, le shuriken suit une trajectoire parfaitement prévisible, une simple parabole. L'éviter consiste donc à se déplacer en dehors de cette trajectoire. La difficulté réside dans la vitesse et l'efficacité requises.

### Blocage
On peut interférer avec la trajectoire du shuriken lancé : un coup de sabre peut le dévier complètement. Une corde, une chaîne, tout objet peut être utilisé, à condition d'être manié suffisamment rapidement.

### Attrapage en vol
Si, enfin, le shuriken n'a pas pu être intercepté auparavant, et si le combattant ne peut se déplacer, il peut tenter d'attraper le shuriken au vol. Cette technique, extrêmement dangereuse, nécessite, en plus d'une coordination parfaite, une bonne connaissance de la trajectoire d'un shuriken. Ces techniques ne sont plus enseignées dans les écoles de ninjutsu à cause de ce caractère dangereux — un étudiant pourrait perdre la main, voire être mortellement blessé.

## Législation

### En France
En France, l'étoile ninja est considérée par la législation comme une arme de 6e catégorie.